# National Rugby Championship 2015
El National Rugby Championship (Campeonato nacional de rugby) de 2015 fue la segunda edición del principal torneo profesional de rugby australiano.
El equipo de Brisbane City se coronó campeón al vencer 21 a 10 al equipo de Canberra Vikings, obteniendo su segundo título en la competencia.

## Sistema de disputa
El torneo se disputó en formato liga donde se enfrentarán todos contra todos, en un periodo de 9 semanas.
Luego de la fase regular, los cuatro primeros clasificados disputarán una semifinal buscando el paso a la final en la cual se enfrentarán los dos mejores equipos del torneo buscando el campeonato.

### Clasificación
| Pos. | Equipo              | Encuentros | Encuentros | Encuentros | Encuentros | Tantos | Tantos | Tantos | PB | PB | Puntos |
| Pos. | Equipo              | PJ         | PG         | PE         | PP         | F      | C      | Dif    | BO | BD | Puntos |
| ---- | ------------------- | ---------- | ---------- | ---------- | ---------- | ------ | ------ | ------ | -- | -- | ------ |
| 1    | Brisbane City       | 8          | 8          | 0          | 0          | 400    | 174    | +226   | 6  | 0  | 38     |
| 2    | Canberra Vikings    | 8          | 7          | 0          | 1          | 375    | 176    | +199   | 6  | 1  | 35     |
| 3    | Melbourne Rising    | 8          | 5          | 0          | 3          | 220    | 251    | −31    | 0  | 0  | 20     |
| 4    | Sydney Stars        | 8          | 4          | 0          | 4          | 241    | 314    | −73    | 2  | 2  | 20     |
| 5    | NSW Country Eagles  | 8          | 4          | 0          | 4          | 225    | 260    | −35    | 1  | 2  | 19     |
| 6    | Perth Spirit        | 8          | 3          | 0          | 5          | 276    | 271    | +5     | 2  | 2  | 16     |
| 7    | North Harbour Rays  | 8          | 2          | 0          | 6          | 275    | 339    | −64    | 1  | 2  | 11     |
| 8    | Queensland Country  | 8          | 2          | 0          | 6          | 230    | 336    | –106   | 0  | 1  | 9      |
| 9    | Greater Sydney Rams | 8          | 1          | 0          | 7          | 242    | 363    | −121   | 0  | 3  | 7      |

|  | Semifinalistas. |

## Fase Final

### Semifinales
| 23 de octubre | Canberra Vikings | 50 - 34 | Melbourne Rising | Viking Park, Canberra |  |

| 24 de octubre | Brisbane City | 47 - 32 | Sydney Stars | Ballymore, Brisbane |  |

### Final
| 31 de octubre | Brisbane City | 21 - 10 | Canberra Vikings | Ballymore, Brisbane |  |

| Bandera de Australia  |
| Campeón Brisbane City |
| Segundo título        |